# Kroatiskt varmblod
Det kroatiska varmblodet är en hästras och tyngre variant av varmblodshäst[källa behövs] som härstammar från Kroatien. Förfäderna sägs vara hästar från Eurasien där slaverna som bosatte sig i Kroatien kom från och de tog med sig hästar därifrån. Rasen är arbetsvillig och är känd för sina klara ögon. 

## Historia
När slaverna vandrade från Eurasien till sydöstra Europa hade de med sig ett stort antal bergs-, stäpp- och ökenhästar från det området. Under flera århundraden sysslade kroaterna mest med jordbruk och hästarna de hade haft med sig passade bra för det ändamålet. Dock förändrades efterfrågan på hästarna i övriga Europa. Kraftiga krigshästar utvecklades och kroaterna började själva experimentera med det otaliga antal korsningshästar man hade. De flesta var magra stäpphästar men de hade uthållighet, säkerhet och lugnt temperament som passade utmärkt för remonthästar.
De nya kraftigare krigshästarna föddes upp i närheten av floden Sava i ett område i Kroatien som heter Posavina. Man korsade sina inhemska hästar med lite tyngre kallblodshästar för att ge de nya hästarna lite mer massa. Många av dessa hästar användes fortfarande som jordbrukshästar men kroaterna var stolta över sina stridshästar som man sade kunde springa tvärs över landet och tillbaka med bara ett dygns sömn.
Sedan 1991 när Kroatien blev självständigt har aveln blivit mer selektiv för att passa bättre som ridhästar och man har noggranna kontroller av hästarna. En stambok med registrering av alla hästar finns också.

## Egenskaper
Det kroatiska varmblodet[källa behövs] heter även Hrvatski Posavac vilket betyder Kroatisk Posavinahäst. Rasen är ovanligt kraftig för att vara en varmblodshäst[källa behövs] och är därför fortfarande populär som arbetshäst på mindre jordbruk. Men hästen används även i ridsportssammanhang. De kraftiga bakbenen och den breda baken ger den extra kraft när den hoppar. Huvudet är vackert, vilket man tror är ett arv från ökenhästar som hade arabiskt fullblod i sig. Halsen får inte vara alltför smal och benen ska vara ganska kraftiga.
Det kroatiska varmblodet[källa behövs] är mest känt för sina klara ögon som utstrålar intelligens och lugn. Hästarna älskar att arbeta och även om de har en egen vilja så är de lätthanterliga och har ett bra temperament. Arvet från de gamla ökenhästarna märks i att rasen är uthållig och klarar sig på lite foder. I Kroatien går dessa hästar ute nästan året runt. Enbart på vintern får de komma in under natten och då fodras de enbart med hö och majskolvar. 